# Паламарчук Іван Георгійович
Іван Георгійович Паламарчук (нар. 20 березня 2000, Ірпінь, Україна) — український футболіст, латераль.

## Життєпис

### Ігрова кар'єра
В період 2014—2018 років у чемпіонаті України (ДЮФЛ) та у Всеукраїнській лізі юніорів захищав кольори команди «Чайка» (Вишгород) — 73 матчі, 4 гола. З 2018 по 2021 рік виступав у аматорському чемпіонаті України та кубку України серед аматорів за команди «Чайка» (Вишгород), «Рубікон» (Київ), «Мункач» (Мукачево) та «Любомир» (Ставище) — 46 матчів, 2 голи. На професіональному рівні дебютував в сезоні 2021/22 в рамках чемпіонату другої ліги України за команду «Любомир» (Ставище). В цій команді Іван провів 6 матчів в національній першості та 1 гру в кубку України. 
У серпні 2022 року підписав контракт з футбольним клубом «Буковина» (Чернівці), за який дебютував 27 серпня того ж року вийшовши на заміну на 78-й хвилині в матчі першої ліги проти «Епіцентра». Впродовж сезону взяв участь у 20 офіційних матчах із них 14 разів з'являвся в стартовому складі. В січні 2024 року за обопільною згодою сторін покинув команду. За цей час у футболці «жовто-чорних» Іван загалом провів 35 матчів в усіх турнірах (у 2023/24 сезоні — 15 офіційних поєдинків із них 8 разів в стартовому складі), в яких записав у свій актив три гольові передачі.
З лютого 2024 і до завершення року гравець першолігового клубу «Кремінь» (Кременчук). У березні 2025 року підписав контракт з клубом «Нива» (Тернопіль), в складі якого вперше у своїй професійній кар'єрі відзначився забитим голом (6 квітня 2025 року: переможний (5:0) поєдинок проти «Діназа» — цей гол був визнаний голом тижня в першій лізі).